# 35 Dywizja Piechoty (Imperium Rosyjskie)
35 Dywizja Piechoty (ros. 35-я пехотная дивизия) – dywizja piechoty Armii Imperium Rosyjskiego, w tym okresu działań zbrojnych I wojny światowej.

## Charakterystyka
W 1914 wchodziła w skład 17 Korpusu Armijnego. Sztab dywizji stacjonował w Riazaniu. W tym czasie dywizja etatowo posiadała cztery pułki po cztery bataliony oraz brygadę artylerii polowej z 6 bateriami po 8 dział. Doświadczenie zdobyte podczas walk na frontach I wojny światowej  skutkowało zmianami organizacyjnymi. Zimą z 1916 na 1917 rozpoczęto reorganizację dywizji piechoty. Zredukowano liczbę batalionów z 16 do 12 i zmniejszono liczbę dział polowych na mniej aktywnych odcinkach frontu.

## Struktura organizacyjna
Organizacja w 1914
- 1 Brygada Piechoty (Riazań)
  - 137 Nieżyński pułk piechoty (Riazań)
  - 138 Bołchowski pułk piechoty (Riazań)
- 2 Brygada Piechoty (Jegoriewsk)
  - 139 Morszański pułk piechoty (Jegoriewsk)
  - 140 Zarajski pułk piechoty (Skopin)
- 35 Brygada Artylerii (Riazań)